# Доброгошть (Словаччина)
Доброгошть (словац. Dobrohošť (okres Dunajská Streda), угор. Doborgaz) — село, громада в окрузі Дунайська Стреда, Трнавський край, західна Словаччина. Кадастрова площа громади — 4,70 км². Населення — 496 осіб (за оцінкою на 31 грудня 2017 р.).
Перша згадка 1238 року.

## Населення
| Рік:            | 1994. | 2004.   | 2014.    | 2024.    |
| --------------- | ----- | ------- | -------- | -------- |
| Кількість осіб: | 381   | 371     | 457      | 529      |
| Різниця:        |       | -2,62 % | +23,18 % | +15,75 % |

| Рік:            | 2023. | 2024.   |
| --------------- | ----- | ------- |
| Кількість осіб: | 511   | 529     |
| Різниця:        |       | +3,52 % |